# Ni liv
Ni liv (en noruec Nou vides) és una pel·lícula noruega de 1957 sobre Jan Baalsrud, que va ser membre de la resistència noruega durant la Segona Guerra Mundial. El 1943, va participar en una operació per destruir una torre de control aeri alemanya. Aquesta missió es va veure compromesa quan ell i els seus companys, buscant un contacte de resistència de confiança, van contactar accidentalment amb un civil que els va trair als nazis.
La pel·lícula va ser dirigida per Arne Skouen i està basada en el llibre We Die Alone de David Armine Howarth.
El 1958, la pel·lícula va ser nominada a l'Oscar a la Millor pel·lícula en llengua estrangera i va participar en l'11è Festival Internacional de Cinema de Canes i al Festival Internacional de Cinema de Sant Sebastià 1958.

## Argument
El matí després de la seva explosió, el vaixell alemany ataca un vaixell de la resistència, que conté 8 tones d'explosius destinats a destruir la torre de control aeri. Els noruecs destrueixen el seu vaixell explotant la seva càrrega útil, i Baalsrud i alguns altres supervivents fugen.
Neden a terra, i Baalsrud és l'únic que ha escapat de l'atac nazi. Moll fins als ossos i sense una sabata, s'escapa cap a un barranc i dispara i mata un oficial de Gestapo.
Baalsrud evadeix la captura des de fa aproximadament dos mesos, patint congelació i fotoqueratitis. Falla en la seva intenció d'arribar a la frontera neutral de Suècia i es deixa a mercè de la possibilitat que alguns ciutadans noruecs l'ajudin a accedir a la resistència. Amagat a un graner, s'amputa molts dels seus propis dits amb un ganivet corrent.
Aquests ciutadans aconsegueixen traslladar Baalsrud prop de la frontera sueca, però es veuen obligats a deixar-lo en una cova de neu aproximadament dues setmanes abans de tornar i lliurar-lo a un pastor de rens, que finalment el portarà a lloc segur.
Baalsrud es recupera en un hospital suec durant set mesos, després torna a Anglaterra, Sud-àfrica, Àsia, Austràlia, Nova Zelanda i Amèrica abans de reincorporar-se a la lluita.

## Repartiment
- Jack Fjeldstad - Jan Baalsrud
- Henny Moan - Agnes
- Alf Malland - Martin
- Joachim Holst-Jensen - Bestefar (avi)
- Lydia Opøien - Jordmoren (esposa)
- Edvard Drabløs - Skolelæreren (mestre d'escola)
- Sverre Hansen - Skomakeren
- Rolf Søder - Sigurd Eskeland
- Ottar Wicklund - Henrik
- Olav Nordrå - Konrad
- Alf Ramsøy - Ivar, kjelketrekker
- Jens Bolling - Alfred, kjelketrekker
- Per Bronken - Ole, kjelketrekker
- Grete Nordrå - Stenografen (stenographer)
- Lillebil Nordrum - Sykepleiersken ("infermera")